# Todhills (Kumbria)
Todhills – przysiółek w Anglii, w Kumbrii, w dystrykcie (unitary authority) Cumberland. Leży 8 km na północ od miasta Carlisle i 428 km na północny zachód od Londynu.